# Jiří Dudáček
Jiří Dudáček (* 4. dubna 1962 v Kladně, Československo) je bývalý český hokejový reprezentant. Dnes je podnikatelem.

## Kariéra

### Klubová kariéra
S hokejem začínal v I. ČLTK Praha ale po přestěhování jako hráč přípravky přestoupil do kladenského hokejového klubu. Za Kladno nastupoval kromě základní vojenské služby (v letech 1983–1985, kdy hrál za HC Dukla Jihlava) až do roku 1991. Po nevydařeném přestupu z draftu se prvního zahraničního angažmá dočkal v roce 1991, kde hrál ve Francii za Épinal Hockey Club. O rok později se přemístil do nižší soutěž v Německu, dvě sezony působil v EC Bad Tölz a tři zápasy odehrál v ročníku 1994/95 za ETC Crimmitschau. Po angažmá v Crimmitschau se vrátil na začátku ročníku do vlasti, kariéru dohrával v nižších soutěží, v sezoně 1994/95 se objevil v prvoligovém celku HC H+S Beroun, tehdy Beroun spolupracoval s kladenským týmem. v nižších soutěžích se objevoval v druhé lize za HK Kralupy nad Vltavou, v krajském přeboru za SK Velc Žilina a HC Kladno 1988. V sezoně 2008/2009 se objevil v Středočeském meziokresním přeboru, spolu s bývalým spoluhráčem z československé nejvyšší soutěže Vladimírem Kamešem působili v týmu HC Důl Kladno. 
Dudáček se stal třikrát mistrem československé nejvyšší soutěže – v sezonách 1979/80 (s Kladnem), 1983/84 a 1984/85 (s Jihlavou).

### Draft NHL
V roce 1981 jej na 17. pozici draftoval klub NHL Buffalo Sabres. Trenér Buffala Scotty Bowman označil Dudáčka za nejlepšího juniora na světě. Jednalo se o prvního hokejistu zpoza "železné opony", který byl draftován v prvním kole. V NHL však nikdy nenastoupil, protože se Sabres nepodařilo zlegalizovat jeho odchod do zámoří a zároveň hráč nechtěl odejít nelegálně. Důvodem byl i fakt, že by tím zkomplikoval život své rodině – bratr a otec sloužili v armádě.

### Reprezentační kariéra
Dudáček startoval dvakrát na mistrovství Evropy hráčů do 18 let (1979 v Polsku /mistr Evropy/ a 1980 v Československu /stříbro, zařazen do All star výběru/) a poté třikrát na juniorském světovém šampionátu – v letech 1980 ve Finsku (4. místo), 1981 v Západním Německu (4. místo) a 1982 v USA (stříbro).
V dresu mužské reprezentace nastoupil na Kanadském poháru v letech 1981 (semifinále) a 1984 (páté místo). O olympijský turnaj v Calgary 1988 jej připravilo zranění. Naposledy se objevil v reprezentačním výběru v roce 1989. Celkově odehrál 40 utkání, ve kterých 8× skóroval.

## Ocenění a úspěchy
- 1980 ME 18 – All-Star Tým

## Reprezentace
| Rok                       | Tým                       | Soutěž                    | Z  | G  | A | B  | TM |
| ------------------------- | ------------------------- | ------------------------- | -- | -- | - | -- | -- |
| 1979                      | Československo 18         | ME 18                     | 5  | 2  | 1 | 3  | 0  |
| 1980                      | Československo 20         | MSJ                       | 5  | 0  | 0 | 0  | 2  |
| 1980                      | Československo 18         | ME 18                     | 5  | 7  | 1 | 8  | 6  |
| 1981                      | Československo 20         | MSJ                       | 4  | 3  | 1 | 4  | 0  |
| 1981                      | Československo            | KP                        | 6  | 4  | 2 | 6  | 4  |
| 1982                      | Československo 20         | MSJ                       | 7  | 5  | 5 | 10 | 2  |
| 1984                      | Československo            | KP                        | 3  | 0  | 0 | 0  | 0  |
| Juniorská kariéra celkově | Juniorská kariéra celkově | Juniorská kariéra celkově | 26 | 17 | 8 | 25 | 10 |
| Seniorská kariéra celkově | Seniorská kariéra celkově | Seniorská kariéra celkově | 9  | 4  | 2 | 6  | 4  |